# Luís Castro (allenatore di calcio 1980)
Luís Manuel Ferreira de Castro (Moreira de Cónegos, 7 maggio 1980) è un allenatore di calcio portoghese, tecnico del Nantes.

## Carriera
Inizia la sua carriera nel 2002 alla guida della formazione Under-10 del Vizela. Successivamente, allena nei settori giovanili di diversi club portoghesi, tra cui il Moreirense e il Vitória Guimarães. Nel 2011-2012 guida le giovanili dell’Al-Nassr, mentre nel 2016 assume l’incarico di coordinatore del settore giovanile del Debrecen in Ungheria.
Il 30 maggio 2019 viene nominato allenatore del Panaitōlikos, segnando il suo esordio alla guida di una prima squadra. Tuttavia, la sua esperienza in Grecia si interrompe dopo pochi mesi: l'11 ottobre successivo viene sollevato dall’incarico.
Dopo un'esperienza biennale al Dunkerque, il 16 giugno 2025 viene annunciato quale allenatore del Nantes.

## Palmarès

### Allenatore

#### Competizioni giovanili
- UEFA Youth League: 1

Benfica: 2021-2022
- Coppa Intercontinentale Under-20: 1

Benfica: 2022